# Campsey

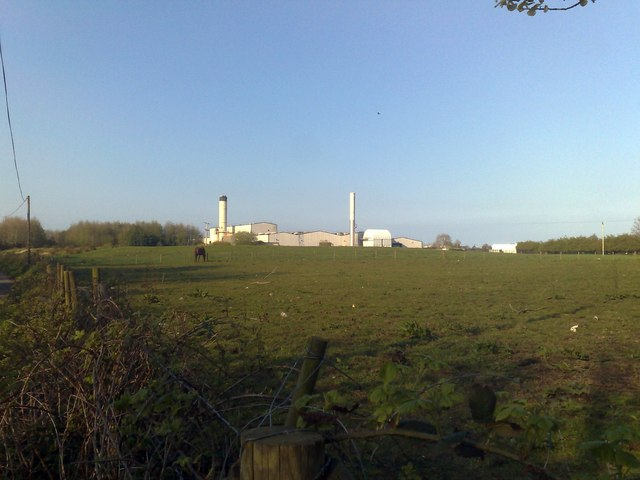
Campsey.

Campsey ou Campsie (em irlandês:  Camsan também Camasaigh) é uma pequena vila localizada no Condado de Londonderry, Irlanda do Norte. De acordo com o censo realizado em 2011 no Reino Unido, a sua população era de 195 habitantes. A vila encontra-se próxima à cidade de Derry e dentro da área de Derry City Council. 
Campsey é também uma zona industrial e de negócios.